# Sépulture d'Isabelle et René Viviani
La sépulture d'Isabelle et René Viviani, est un monument funéraire situé à Seine-Port, dans le département français de Seine-et-Marne.
Elle est inscrite aux monuments historiques, depuis le 4 octobre 2006.

## Historique

### René Viviani
René Viviani, né le 8 novembre 1863, est un homme politique et avocat français. Il entre au gouvernement en 1906, devient le premier ministre du Travail, puis président du Conseil en juin 1914. Le 1er août 1914, il ordonne la mobilisation du pays. Il est aussi le cofondateur du journal L'Humanité avec Jean Jaurès.
Viviani réside à Seine-Port à partir de 1918 dans sa propriété dite « La Baronnie ». 

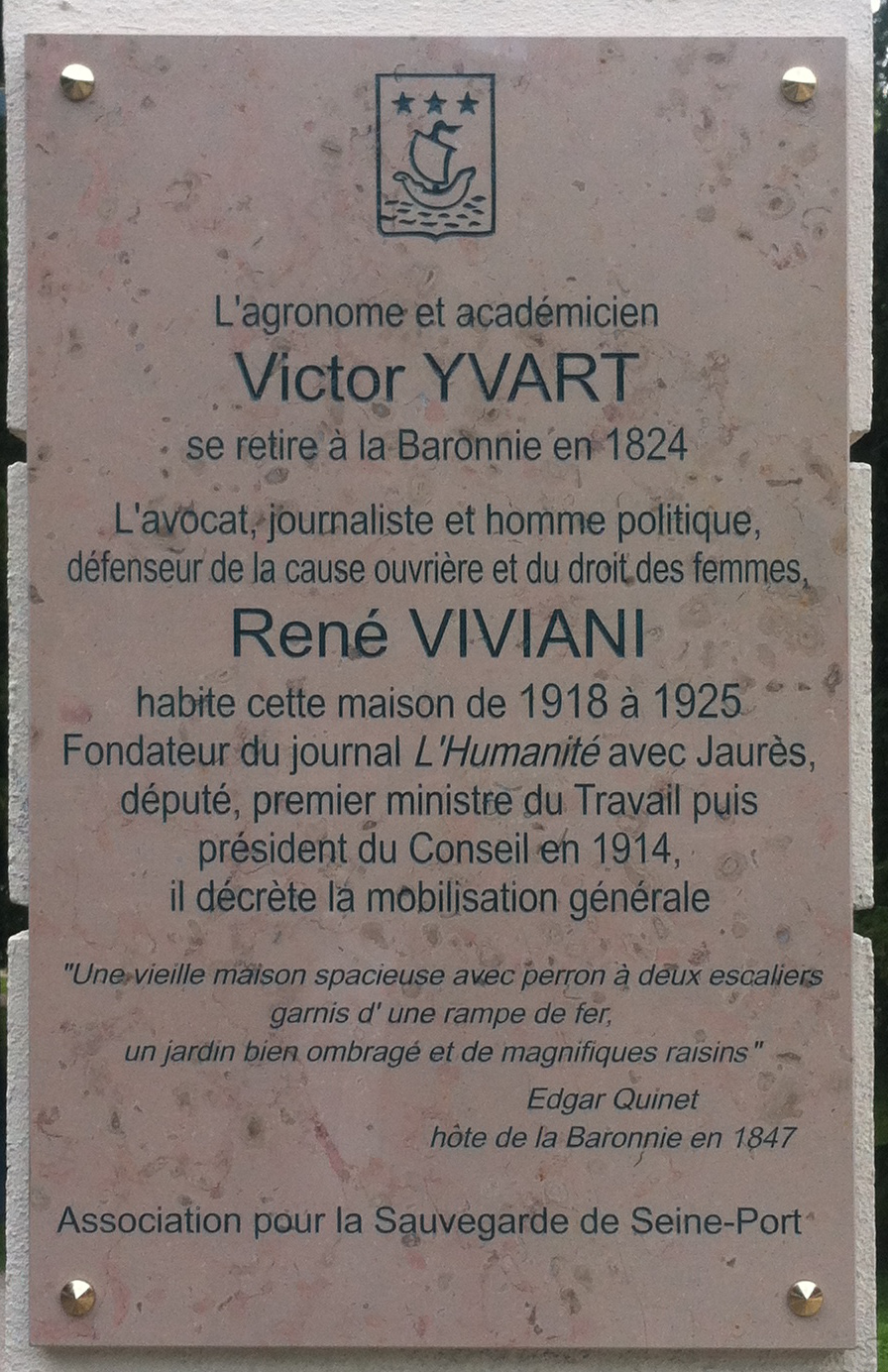
Plaque commémorative à Seine-Port.

### Construction de la sépulture
La femme de René Viviani, Isabelle, meurt en 1923. Viviani invite des artistes de renommée pour la création d'une sépulture. Celle-ci est réalisée en 1924 par l’architecte Guillaume Tronchet. Les grilles sont faites par Edgar Brandt, surnommé le « forgeron de l’art déco ».

### Mort de René Viviani
René Viviani subit une crise d'apoplexie le 8 juin 1923 et en restera paralysé. Il meurt le 6 septembre 1925 au Plessis-Robinson et est enterré à Seine-Port. Aristide Briand fait son éloge funèbre.

### Restauration
En 2014, l'association pour la sauvegarde de Seine-Port initie une restauration du bâtiment qui avait été laissé dans un état d'abandon. Une subvention de 9000 € est accordée pour un coût total de 32 000 €,.

## Description

### Extérieur
Le monument est de plan circulaire, composé d'un revêtement de marbre blanc. Il est couvert par un dôme à degrés.

### Intérieur
L'intérieur du monument est fait de ferronnerie, et abrite une mosaïque Art déco en émaux de Venise.